# Pfarrkirche St. Johann im Walde

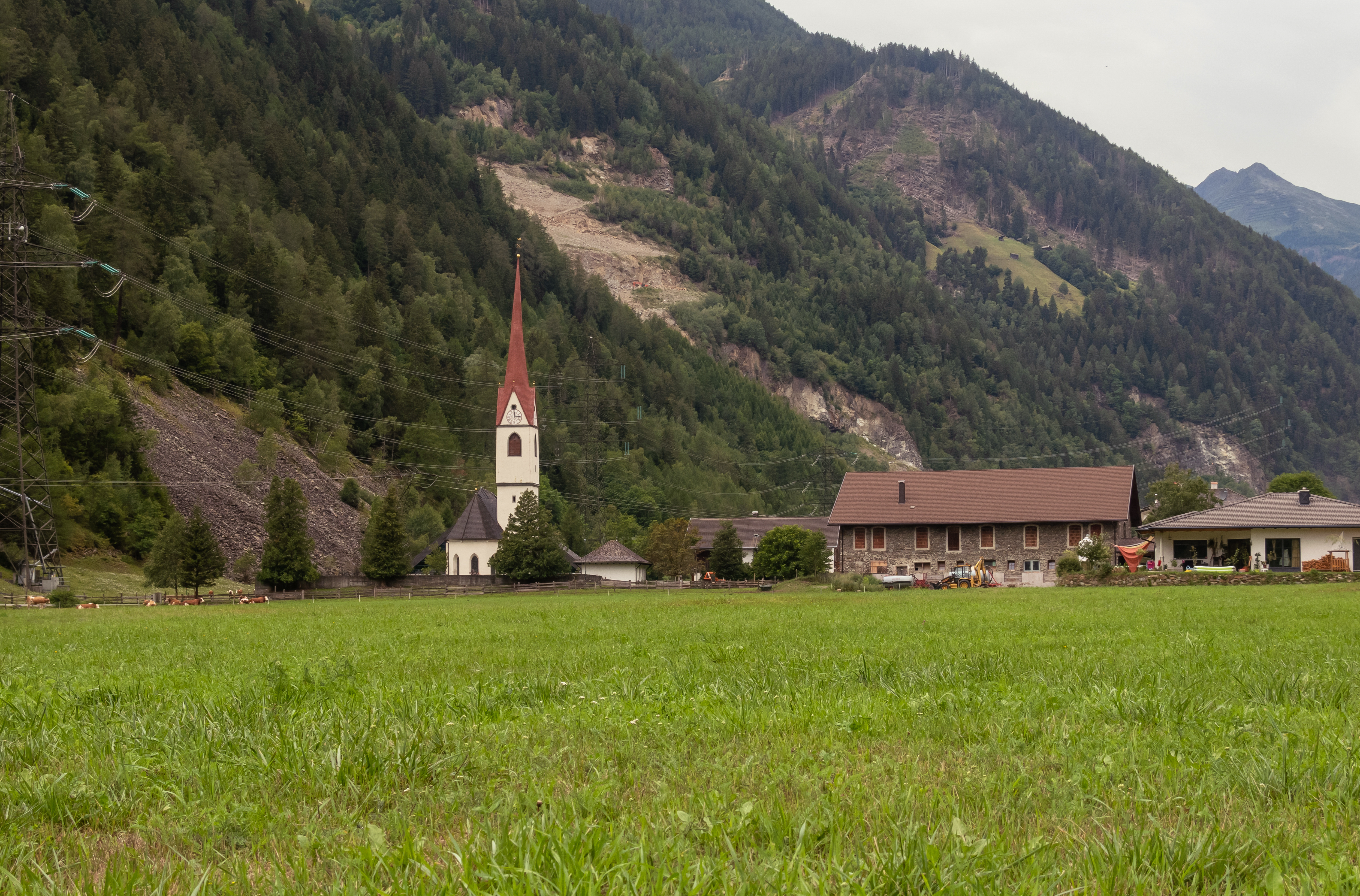
Katholische Pfarrkirche hl. Johannes der Täufer in St. Johann im Walde

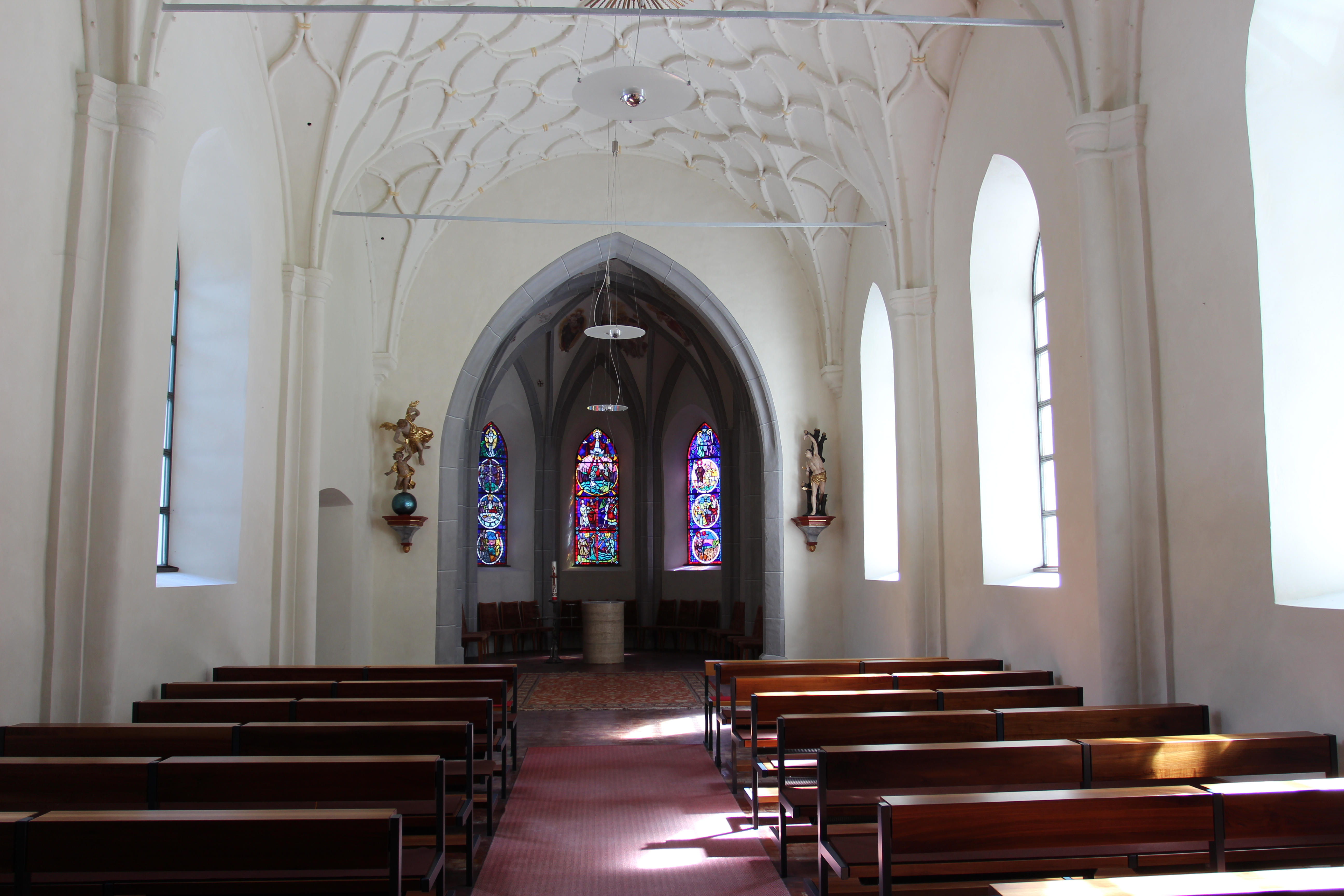
Langhaus, Blick zum gotischen Chor, heute eine Taufkapelle

Die Pfarrkirche St. Johann im Walde steht frei im Talboden der Gemeinde St. Johann im Walde im Bezirk Lienz im österreichischen Bundesland Tirol. Die Johannes dem Täufer geweihte römisch-katholische Pfarrkirche gehört zum Dekanat Lienz der Diözese Innsbruck. Die Kirche steht unter Denkmalschutz (Listeneintrag).

## Geschichte
Urkundlich war 1177 eine Nennung, 1702 als Kuratie und 1891 als Pfarre.
Der Chor wurde 1503 genannt. Das Langhaus wurde von 1662 bis 1667 durch die Baumeister Leonhard Inwinkl und Mathes Platzer neu erbaut. Ein 1749 bis 1751 angefügter Erweiterungsbau wurde durch ein Hochwasser 1965 zerstört und von 1966 bis 1968 durch einen Neubau nach den Plänen des Architekten Hermann Hanak ersetzt, wobei die Orientierung der Kirche verändert wurde. 

## Architektur
Der gotische Kirchenbau wurde im 17. und 20. Jahrhundert erweitert. Chorseitig wurde ein neuer Friedhof angelegt.
Das Langhaus hat zweifach leicht abgetreppte Strebepfeiler. Der Chor ist polygonal. Der Satteldach ist steil. Der Turm steht nordseitig am Chor, das Glockengeschoß ist etwas auskragend, die Schallfenster sind spitzbogig, er trägt einen achtseitigen Spitzhelm. Im vordersten Joch des Langhauses befindet sich ein spätgotisches Schulterbogenportal mit Stäben und Kehlungen. Der Neubau unter einem Walmdach hat einen beinahe quadratischen Grundriss und reicht weit über die Breite des Langhauses hinaus, er hat zwei seitliche Portale, das nordseitige Hauptportal zeigt Emailarbeiten des Malers Gustav Stimpfl.
Das Kircheninnere zeigt ein einschiffiges dreijochiges Langhaus unter einem Tonnengewölbe mit Stichkappen auf Runddiensten mit Kapitellen, welche seitlich in Hohlkehlen ausschwingen. Das Gewölbe zeigt ein regelmäßiges vielmaschiges Zierrippennetz aus Gips mit sich windenden, kreuzenden und tangential berührenden Astrippen. Der Triumphbogen ist spitzbogig und im oberen Bereich beidseits gekehlt. Der zweijochige Chor mit einem Dreiachtelschluss hat ein Sternrippengewölbe mit runden Schlusssteinen auf kräftigen Wanddiensten, die Fenster sind spitzbogig. Das Turmportal nennt 1503.
Die Gewölbemalerei um 1530/1538 im Chor zeigt pflanzliche Ornamentmalereien al secco mit den Darstellungen Maria mit Kind, Gnadenstuhl, Johannes der Täufer. Die Schlusssteine zeigen vorne das Wappen von Veit von Wolkenstein-Rodenegg und hinten das Wappen seiner Frau Susanna von Welsberg.

## Ausstattung
Im Neubau gibt es moderne Kreuzwegstationen in Mosaik. Die Statue hl. Johannes der Täufer schuf der Bildhauer Gottfried Fuetsch.